# Arend Diedrich von der Pahlen
Arend Diedrich von der Pahlen Freiherr von Astrau (* 1706; † 24. März 1753) war ein deutsch-baltischer Grundbesitzer aus dem Adelsgeschlecht der von der Pahlen und Herr auf Palmse, Kattentack und Aunack.
Von der Pahlen studierte in Halle, interessierte sich dabei vor allem für Architektur und Ingenieurwissenschaften sowie Mathematik und war Grundbesitzer in Estland. Er gilt als der Begründer der umfangreichen Pahlenschen Bibliothek von Palmse. 
Er war verheiratet mit Magdalena Elisabeth von Derfelden, ihre Kinder waren:
- Gustav Friedrich Freiherr von der Pahlen
- Magnus Christopher Freiherr von der Pahlen (1732–1757)
- Anna Wilhelmine von der Pahlen (1734–1799)
- Helena Friederica von der Pahlen
- der spätere Kaiserlich-russische Armeerat und Geheimrat Hans Freiherr von der Pahlen (1740–1817), sein Nachfolger als Herr auf Palmse.
- Peter von der Pahlen (1745–1826), russischer Außenminister und Teilnehmer an der Verschwörung gegen Zar Paul I.